# اضطراب العرض الجسدي
اضطراب العرض الجسدي  (عُرف سابقًا باسم الاضطراب جسدي الشكل) هو اضطراب نفسي يميز من خلال أعراض جسدية والتي توحي بوجود اعتلال أو إصابة في الجسم، وهي أعراض لا يمكن أن تفسر بشكل كامل من خلال الحالة الطبية العامة أو من خلال تأثير مادة ما، كما أنها غير مرتبطة باضطرابات نفسية أخرى مثل اضطراب الهلع. تكون التحاليل الطبية للمصابين بالاضطراب جسدي الشكل تحاليل عادية وذات قيم طبيعية، ولا تفسر حالة الشخص التي يدعيها، كما ان تاريخ الفحوصات السابقة لا تشير إلى وجود حالة طبية يمكن أن تسبب مثل تلك الأعراض.
إن المرضى المصابين بهذا الاضطراب عادة ما يصبحون مهمومين بشأن صحتهم وغير قادرين على إيجاد سبب لتلك الأعراض، مما قد يسبب لهم ضائقة. يمكن للانشغال بالأعراض أن يرسم صورة متفاقمة في ذهن المريض حول شدة سوء المرض. عادة ما تبدأ أعراض هذا الاضطراب بالظهور خلال مرحلة المراهقة وعادة ما يكون المرضى المشخصون بهذا الاضطراب دون سن الثلاثين، وهو يحدث في كافة المستويات الاجتماعية وباختلاف الجنس.

## التعريف
اضطرابات العرض الجسدي مجموعة من الاضطرابات، تتوافق مع التعريف التالي: أعراض جسدية تُماثل الأعراض المُشاهدَة في الأمراض أو الإصابات الجسدية دون وجود سبب جسدي يمكن التعرف عليه. وبهذا، يكون تشخيص اضطرابات العرض الجسدي تشخيصًا استبعاديًا. تُصنّف اضطرابات العرض الجسدي في أربع فئات طبية رئيسة: الأعراض الجسدية العصبية والقلبية والألم والأعراض الهضمية.

### الدليل التشخيصي والإحصائي للاضطرابات النفسية
سُميت اضطرابات العرض الجسدي سابقًا في الدليل التشخيصي والإحصائي للاضطرابات النفسية الصادر عن الجمعية الأمريكية للطب النفسي الاضطرابات جسدية الشكل. وشمل ذلك المصطلح الحالات التالية:
- اضطراب التحويل: من اضطرابات العرض الجسدي، ينطوي على الفقدان الفعلي لوظيفة جسدية، من أمثلته العمى والشلل والخدر وتنتج من القلق المفرط.
- اضطراب الجسدنة.
- توهم المرض.
- اضطراب التشوه الجسمي: ينشغل المصاب بصورة جسده، ويتجلى الاضطراب بالقلق المفرط حول شكل الجسم والانشغال بوجود عيب مُتخيل في مظهر الجسم.
- اضطراب الألم.
- اضطراب العرض الجسدي غير المُميز: وهو عرض جسدي واحد غير مبرر لمدة ستة أشهر على الأقل.

في النسخة الأحدث من الدليل الإحصائي والتشخيصي للاضطرابات النفسية الطبعة الخامسة، وضعت اضطرابات العرض الجسدي تحت تسمية اضطرابات العرض الجسدي والاضطرابات المتعلقة به:
- اضطراب العرض الجسدي: تشمل الكثير من الحالات التي كانت تُعرف سابقًا باسم اضطرابات الجسدنة وتوهّم المرض أيضًا.
- الاضطراب المُفتعل: إذا أُحدثت الأذية للذات أو لشخص آخر (يُعرف سابقًا باسم الاضطراب المُفتعَل بالوكالة).
- اضطراب قلق المرض: من اضطرابات العرض الجسدي يتميز بقلق مستمر ومفرط حيال الإصابة بمرض خطير. خضع الاضطراب مؤخرًا للمراجعة وعُدل إلى ثلاث تصنيفات.
- الاضطراب جسدي الشكل غير المحدد بشكل آخر.[7]

من هذه الاضطرابات الحمل الكاذب واحتباس البول النفسي والمرض الجماعي نفسي المنشأ (تسمى أيضًا الهستيريا الجماعية).
اعترفت المراجعة النصية للدليل التشخيصي والإحصائي للاضطرابات النفسية باضطراب الجسدنة باعتباره اضطرابًا نفسيًا، ولكن الطبعة الخامسة من الدليل دمجت اضطراب الجسدنة مع الاضطرابات جسدية الشكل غير المميزة وبهذا أصبح من اضطرابات العرض الجسدي، وهو تشخيص لم يعد يحتاج عددًا محددًا من الأعراض الجسدية.